# Synecheporus platyurus
Synecheporus platyurus är en mångfotingart som beskrevs av Loomis 1941. Synecheporus platyurus ingår i släktet Synecheporus och familjen Chelodesmidae. Inga underarter finns listade i Catalogue of Life.